# 173P/Mueller
173P/Mueller 5, komet Jupiterove obitelji.